# Pipistrellus hesperidus
Pipistrellus hesperidus — вид роду нетопирів.

## Середовище проживання
Цей вид був записаний на більшій частині Африки південніше Сахари. Часто їх помічають над струмками та іншими водоймами. Спочивають у вузьких тріщинах в гірських породах і під вільною корою дерев.

## Загрози та охорона
Здається, немає серйозних загроз для даного виду. У зв'язку з широким ареалом виду, він імовірно присутній в багатьох природоохоронних територіях.